# 22 février aux Jeux olympiques d'hiver de 2018
Pour un article plus général, voir Jeux olympiques d'hiver de 2018.
Le jeudi 22 février aux Jeux olympiques d'hiver de 2018 est le quinzième jour de compétition et le treizième jour avec des médailles décernées.  

## Programme
| Heure UTC+9 (Pyeongchang)                     |               |
| bleu                                          | Cérémonie     |
| neutre                                        | Épreuve       |
| or                                            | Finale        |
| orange                                        | Petite finale |
| rose                                          | Reporté       |
| gris                                          | Annulé        |
| Compétition masculine                         | Hommes        |
| Compétition féminine                          | Femmes        |
| Compétition mixte (hommes et femmes mélangés) | Mixte         |
| Compétition en couple (1 homme et 1 femme)    | Couple        |
| modifier                                      |               |

| Horaire | Discipline Spécialité | Discipline Spécialité                                   | Discipline Spécialité | Phase                 | Résultats                                           | Références |
| ------- | --------------------- | ------------------------------------------------------- | --------------------- | --------------------- | --------------------------------------------------- | ---------- |
| 09 h 05 |                       | Curling Tournoi masculin                                | Compétition hommes    | Match d'appui         | 5-9                                                 | -          |
| 10 h 00 |                       | Snowboard Big air                                       | Compétition femmes    | Finale                | Anna Gasser · Jamie Anderson · Zoi Sadowski-Synnott | -          |
| 10 h 15 |                       | Ski alpin Slalom                                        | Compétition hommes    | Manche de compétition | -                                                   | -          |
| 11 h 30 |                       | Ski acrobatique Half-pipe                               | Compétition hommes    | Finale                | David Wise · Alex Ferreira · Nico Porteous          | -          |
| 12 h 00 |                       | Snowboard Slalom géant parallèle                        | Compétition hommes    | Qualifications        | -                                                   | -          |
| 10 h 00 |                       | Snowboard Slalom géant parallèle                        | Compétition femmes    | Qualifications        | -                                                   | -          |
| 13 h 10 |                       | Hockey sur glace Tournoi féminin                        | Compétition femmes    | Finale                | 2-3                                                 | -          |
| 13 h 30 |                       | Ski alpin Slalom                                        | Compétition hommes    | Finale                | André Myhrer · Ramon Zenhäusern · Michael Matt      | -          |
| 15 h 00 |                       | Ski alpin Combiné                                       | Compétition femmes    | Finale                | Michelle Gisin · Mikaela Shiffrin · Wendy Holdener  | -          |
| 16 h 30 |                       | Combiné nordique Épreuve par équipes                    | Compétition hommes    | Manche de compétition | -                                                   | -          |
| 19 h 00 |                       | Patinage de vitesse sur piste courte 500 m              | Compétition hommes    | Finale                | Wu Dajing · Hwang Dae-heon · Lim Hyo-jun            | -          |
| 19 h 00 |                       | Patinage de vitesse sur piste courte 1 000 m            | Compétition femmes    | Finale                | Suzanne Schulting · Kim Boutin · Arianna Fontana    | -          |
| 19 h 00 |                       | Patinage de vitesse sur piste courte Relais sur 5 000 m | Compétition hommes    | Finale                | Hongrie · Chine · Canada                            | -          |
| 19 h 20 |                       | Combiné nordique Épreuve par équipes                    | Compétition hommes    | Finale                | Allemagne · Norvège · Autriche                      | -          |
| 20 h 05 |                       | Curling Tournoi masculin                                | Compétition hommes    | Demi-finale           | 9-3                                                 | -          |
| 20 h 05 |                       | Curling Tournoi masculin                                | Compétition hommes    | Demi-finale           | 3-5                                                 | -          |
| 20 h 15 |                       | Biathlon Relais sur 4 × 6 km                            | Compétition femmes    | Finale                | Biélorussie · Suède · France                        | -          |

## Tableau des médailles provisoire
- Pays organisateur (Corée du Sud)

| Rang  | Nation           | Or                                                              | Argent | Bronze                                                                    | Total |
| ----- | ---------------- | --------------------------------------------------------------- | --- | ------------------------------------------------------------------------- | ----- |
| 1     | États-Unis       | Médaille d'or, Jeux olympiques · Médaille d'or, Jeux olympiques | Médaille d'argent, Jeux olympiques · Médaille d'argent, Jeux olympiques · Médaille d'argent, Jeux olympiques |                                                                           | 5     |
| 2     | Suisse           | Médaille d'or, Jeux olympiques                                  | Médaille d'argent, Jeux olympiques                                                                           | Médaille de bronze, Jeux olympiques                                       | 3     |
| 3     | Suède            | Médaille d'or, Jeux olympiques                                  | Médaille d'argent, Jeux olympiques                                                                           |                                                                           | 2     |
| 3     | Chine            | Médaille d'or, Jeux olympiques                                  | Médaille d'argent, Jeux olympiques                                                                           |                                                                           | 2     |
| 5     | Autriche         | Médaille d'or, Jeux olympiques                                  | | Médaille de bronze, Jeux olympiques · Médaille de bronze, Jeux olympiques | 3     |
| 6     | Biélorussie      | Médaille d'or, Jeux olympiques                                  | |                                                                           | 1     |
| 6     | Pays-Bas         | Médaille d'or, Jeux olympiques                                  | |                                                                           | 1     |
| 6     | Hongrie          | Médaille d'or, Jeux olympiques                                  | |                                                                           | 1     |
| 6     | Allemagne        | Médaille d'or, Jeux olympiques                                  | |                                                                           | 1     |
| 10    | Canada           |                                                                 | Médaille d'argent, Jeux olympiques · Médaille d'argent, Jeux olympiques                                      | Médaille de bronze, Jeux olympiques                                       | 3     |
| 11    | Corée du Sud     |                                                                 | Médaille d'argent, Jeux olympiques                                                                           | Médaille de bronze, Jeux olympiques                                       | 2     |
| 12    | Norvège          |                                                                 | Médaille d'argent, Jeux olympiques                                                                           |                                                                           | 1     |
| 13    | Nouvelle-Zélande |                                                                 | | Médaille de bronze, Jeux olympiques · Médaille de bronze, Jeux olympiques | 2     |
| 14    | France           |                                                                 | | Médaille de bronze, Jeux olympiques                                       | 1     |
| 14    | Italie           |                                                                 | | Médaille de bronze, Jeux olympiques                                       | 1     |
| Total | Total            | 10                                                              | 10 | 9                                                                         | 29    |

| Rang  | Nation                        | Or | Argent | Bronze | Total |
| ----- | ----------------------------- | -- | ------ | ------ | ----- |
| 1     | Norvège                       | 13 | 12     | 10     | 35    |
| 2     | Allemagne                     | 13 | 7      | 5      | 25    |
| 3     | Canada                        | 9  | 7      | 8      | 24    |
| 4     | États-Unis                    | 8  | 7      | 6      | 21    |
| 5     | Pays-Bas                      | 7  | 6      | 4      | 17    |
| 6     | Suède                         | 5  | 5      | 0      | 10    |
| 7     | France                        | 5  | 4      | 6      | 15    |
| 8     | Autriche                      | 5  | 2      | 6      | 13    |
| 9     | Corée du Sud                  | 4  | 4      | 3      | 11    |
| 10    | Suisse                        | 3  | 6      | 2      | 11    |
| 11    | Japon                         | 3  | 5      | 3      | 11    |
| 12    | Italie                        | 3  | 2      | 5      | 10    |
| 13    | Biélorussie                   | 2  | 1      | 0      | 3     |
| 14    | Chine                         | 1  | 6      | 2      | 9     |
| 15    | République tchèque            | 1  | 2      | 4      | 7     |
| 16    | Slovaquie                     | 1  | 2      | 0      | 3     |
| 17    | Grande-Bretagne               | 1  | 0      | 3      | 4     |
| 18    | Pologne                       | 1  | 0      | 1      | 2     |
| 19    | Ukraine                       | 1  | 0      | 0      | 1     |
| 19    | Hongrie                       | 1  | 0      | 0      | 1     |
| 21    | Athlètes olympiques de Russie | 0  | 4      | 8      | 12    |
| 22    | Australie                     | 0  | 2      | 1      | 3     |
| 23    | Slovénie                      | 0  | 1      | 0      | 1     |
| 24    | Finlande                      | 0  | 0      | 4      | 4     |
| 25    | Espagne                       | 0  | 0      | 2      | 2     |
| 25    | Nouvelle-Zélande              | 0  | 0      | 2      | 2     |
| 27    | Kazakhstan                    | 0  | 0      | 1      | 1     |
| 27    | Lettonie                      | 0  | 0      | 1      | 1     |
| 27    | Liechtenstein                 | 0  | 0      | 1      | 1     |
| Total | Total                         | 87 | 85     | 87     | 259   |